# 中国致公党重庆市委员会
中国致公党重庆市委员会，简称致公党重庆市委、重庆致公党，是中国致公党在重庆市的地方组织。

## 荣誉
因在脱贫攻坚战中作出突出贡献，2021年2月25日全国脱贫攻坚总结表彰大会上，中国致公党重庆市委员会被授予“全国脱贫攻坚先进集体”。